# Црвена лечва
Црвена лечва (лат. Kobus leche leche) је подврста врсте афричке антилопе лечве (Kobus leche).

## Распрострањење и станиште
Ареал врсте је ограничен на неколико држава у јужној Африци. Најважније станиште подврсте је делта реке Окаванго, где је насељено око 85% укупне популације ове подврсте.
Станиште подврсте су слатководна подручја.

## Угроженост
Ова подврста није угрожена, и наведена је као последња брига, јер има широко распрострањење. Популација подврсте у заштићеним подручјима је стабилна или се повећава, а смањује се у незаштићеним деловима ареала подврсте. Процењена популација ове подврсте је 98.000 јединки.